# Droga Oswalda Balzera
Droga Oswalda Balzera – droga z Zakopanego do Morskiego Oka, nazwana tak na cześć profesora prawa Oswalda Balzera.
Początkowo droga biegnie partią reglową poprzez Jaszczurówkę, Toporową Cyrhlę, Brzeziny (tu początek drogi do schroniska „Murowaniec” na Hali Gąsienicowej), Zazadnią (droga do Sanktuarium Maryjnego na Wiktorówkach – dawna nazwa Jaworzynka), Wierchporoniec (połączenie z drogą z Głodówki i Bukowiny Tatrzańskiej). Następnie opada w kierunku Doliny Białki i prowadzi jej dnem przez Łysą Polanę (przejście graniczne ze Słowacją) i Wodogrzmoty Mickiewicza (most dwuprzęsłowy z ciosanego kamienia wybudowany ok. 1900 r.) do Morskiego Oka. Odcinek od Palenicy Białczańskiej do Morskiego Oka jest zamknięty dla ruchu drogowego, do polany Włosienica jeżdżą jedynie bryczki konne (tzw. fasiągi).
Budowę drogi zakończono w 1902 roku. Do lat 50. XX wieku przetrwała jako droga bita z tłucznia wapiennego. Wzdłuż drogi wybudowanych było szereg budynków dla tzw. dróżników utrzymujących nawierzchnię drogi w należytym stanie. Naprawa była konieczna po każdej burzy lub długotrwałym deszczu. Nieliczne z tych budynków w stylu tyrolskim przetrwały do dziś, lecz są mocno przebudowane. W latach 1927–1931 na drodze tej rozgrywano samochodowy Wyścig Tatrzański.
Drogę zmodernizowano na przełomie lat 50. i 60. XX wieku. Jesienią 2008 r. rozpoczęto remont odcinka na terenie TPN, mający na celu usunięcie powstałych obsuwisk. Remont był kontynuowany w roku 2009.
1 maja 2025 uruchomiono kursujące Drogą autobusy elektryczne z Zakopanego i Palenicy Białczańskiej do Polany Włosienica, które docelowo mają wyeliminować przewozy zaprzęgami konnymi powyżej Wodogrzmotów Mickiewicza.